# خوان كانيياس
 خوان كانيياس (بالإسبانية: Joan Cañellas) (مواليد 30 سبتمبر 1986)،هو لاعب كرة يد إسباني، يلعب حالياً لنادي كيل ويمثل منتخب إسبانيا لكرة اليد.
درس الصيدلة في جامعة كمبلوتنسي بمدريد.

## إنجازاته
- هداف بطولة أمم أوروبا 2014،برصيد 50 هدفاً.[2]

## روابط خارجية
- خوان كانيياس على موقع الاتحاد الأوروبي لكرة اليد (الإنجليزية)
- خوان كانيياس على موقع نادي كيل لكرة اليد (الألمانية)
- خوان كانيياس على موقع أوليمبيديا (الإنجليزية)